# Luigi Brunella
Pour les articles homonymes, voir Brunella.
Luigi Brunella (né le 14 avril 1914 à Garlasco en Lombardie et mort le 23 mai 1993) est un joueur et entraîneur italien de football, qui évoluait au poste de défenseur.
Il jouait en tant que terzino (arrière latéral). Doué techniquement et avec un style de jeu ordonné, il était également doté d'une grande intelligence tactique.

## Biographie

### Joueur

#### Club
Formé par l'équipe jeune du Giovani Calciatori Vigevanesi, il y fait ses débuts en pro en Serie B de 1932 à 1935, avant de rejoindre le Torino. En granata, Brunella dispute quatre saisons, dont deux en tant que titulaire, remportant la Coppa Italia lors de la saison 1935-1936.
En 1939, après une seconde place en championnat, il débarque à la Roma à la même période que Mario Acerbi (it). Avec Acerbi à gauche et doté d'un bon effectif, la Roma remporte son premier scudetto lors de la saison 1941-1942.
Il reste ensuite dans la capitale et, après l'interruption à cause de la guerre (durant laquelle il dispute le Campionato Alta Italia 1944 avec la Juventus, y jouant 24 matchs, dont le premier le 16 janvier 1944 lors d'un nul 2-2 contre Alexandrie), il repart ensuite disputer le Campionato 1945-1946 à Vigevano. En 1947-1948, après être retourné à la Roma, il perd sa place de titulaire, et inscrit le premier but de sa carrière lors de la victoire contre Salernitana, assumant ensuite le double rôle d'entraîneur-joueur après le départ d'Imre Senkey.
En tant que joueur, il dispute un total de 223 matchs et inscrit un but en Serie A, sans oublier 66 matchs en Serie B.

#### Sélection
Lors de son passage au Torino, il dispute une rencontre avec l'équipe d'Italie B contre une sélection de la France du Sud-Est.

### Entraîneur
Lors de la saison 1948-1949, il arrête l'activité de joueur, mais reste sur le banc des giallorossi (vivant à cette période une grosse crise financière, ayant dû céder le joueur Amedeo Amadei à l'Inter), les emmenant à la 14e place du classement final. À la fin de la saison, il laisse le poste à Fulvio Bernardini, avant de reprendre les rênes du club à deux jours de la fin, les sauvant de la relégation grâce à une victoire sur Novara.

## Palmarès
| Torino - Coupe d'Italie (1) : - Champion : 1935-36. |  | AS Roma - Championnat d'Italie (1) : - Champion : 1941-42. |